# Hans-Paul Ganter-Gilmans

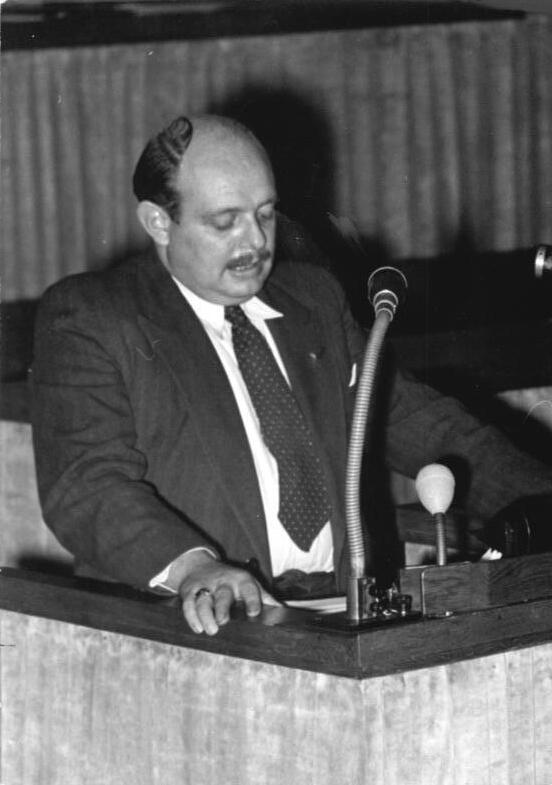
Hans Paul Ganter-Gilmans (1951)

Hans-Paul Ganter-Gilmans (* 30. April 1917 in Wien; † 20. Januar 1955) war ein deutscher Politiker (CDU). Er war Abgeordneter des Brandenburgischen Landtags und der Volkskammer sowie Staatssekretär im Ministerium für Außenhandel und Innerdeutschen Handel der DDR.

## Leben
Der Sohn eines selbstständigen Kaufmanns besuchte schon mit fünf Jahren ab 1922 die Schule und das Gymnasium in Wien und in Schöneiche bei Berlin, übersprang bis zum Abitur noch eine Klasse und studierte 1933/34 an der Handels-Hochschule in München und Wien mit dem Abschluss als Diplom-Kaufmann. Er arbeitete dann von 1935 bis 1938 als Volontär und Verkäufer in einer Wiener Firma und leitete 1938/39 einen eigenen Handelsbetrieb in Berlin. Die Einberufung zum Kriegsdienst in der Wehrmacht am 1. September 1939 bedeutete für ihn das Ende der kaufmännischen Laufbahn und Verlust seines Unternehmens. Hans-Paul Ganter-Gilmans war während der Weimarer Republik Mitglied der SPD.
Wegen Wehrkraftzersetzung verurteilte ihn ein deutsches Kriegsgericht in Paris im November 1941 zu einem Jahr Gefängnis. Gleichzeitig wurde er vom Gefreiten zum Funker degradiert und aus der Wehrmacht entlassen. Nach drei Monaten verbüßter Strafe wurde er in ein Konzentrationslager verschleppt. Nur den beharrlichen Eingaben seines Vaters, Peter-Paul Ganter-Gilmans war es zu danken, dass der 25-jährige Katholik nach sechs Monaten KZ wieder in ein Gefängnis überführt wurde, von wo ihn seine Peiniger im Oktober 1942 wieder entließen. Dieser Freilassung folgte im Dezember desselben Jahres die Verhaftung des Vaters, der im Oktober 1943 im Konzentrationslager Sachsenhausen verstarb. Kurz nach dem Tode des Vaters verschleppten die Nationalsozialisten die Mutter Auguste Ganter-Gilmans aus der Händelstraße 20 in Köln in das Ghetto Theresienstadt, aus dem sie erst 1945 von der Roten Armee befreit wurde. Sein Bruder kam 1944 im Konzentrationslager Buchenwald um. Seine Eltern waren katholisch getauft, seine Mutter stammte aus einer jüdischen Familie. Ganter-Gilmans arbeitete von 1942 bis 1944 als Ein- und Verkäufer in Köln. Ein plötzlicher Fliegerangriff begünstigte im Oktober 1944 schließlich die Flucht von Hans-Paul Ganter-Gilmans vor einer erneuten Verhaftung. Nach illegalen Aufenthalten in Neuenkirchen und Mannheim gelangte er mit seiner Verlobten Margot und der im Mai 1944 geborenen Tochter kurz vor dem Ende des Krieges nach Potsdam.
Hier wurde er unmittelbar nach der Befreiung vom Nationalsozialismus am 15. Mai 1945 von der sowjetischen Besatzungsmacht zum Stadtrat für Handel und Versorgung und Leiter des Ernährungsamtes in Potsdam ernannt. Am 2. Juni 1945 heirateten Hans-Paul Ganter-Gilmans und Margot Ganter-Gilmans als erstes Brautpaar nach Kriegsende in Potsdam. Mit Bekanntgabe des Gründungsaufrufs der CDU am 26. Juni 1945 trat er der Christlich-Demokratischen Union Deutschlands bei und wurde Kreisvorsitzender in Potsdam. Gemeinsam mit dem 17 Jahre älteren und ebenfalls katholischen Kaufmann Wilhelm Wolf beteiligte er sich aktiv am Aufbau des Landesverbandes Brandenburg der CDU. Hierbei gehörte er zum parteiinternen linken Flügel um Otto Nuschke, der bspw. dafür sorgte, dass der brandenburgische CDU-Landesverband die Bodenreform und das Neubauernprogramm mittrug. Ganter-Gilmans gehörte auch zu den Gründern der VVN. 1946/47 fungierte er als Leiter der Abteilung Verkehr im Finanzministerium des Landes Brandenburg. Von Oktober 1946 bis 1950 war er Abgeordneter des Brandenburger Landtags. Hier übernahm er bis August 1947 die Geschäftsführung der CDU-Fraktion und ab Januar 1948 den Vorsitz des Ausschusses für Kreis- und Gemeindeangelegenheiten (Nachfolger von Willi Hein). Vom August 1947 bis April 1948 leitete Ganter-Gilmans als Ministerial-Direktor die Abteilung Verkehr im Finanzministerium des Landes Brandenburg.
Ab März 1948 war er Mitglied des Deutschen Volksrates und von 1949 bis zu seinem Tod 1955 Abgeordneter der Volkskammer. Am 10. April 1948 wurde er vom Obersten Chef der Sowjetischen Militärverwaltung, Marschall Sokolowski, in die Deutsche Wirtschaftskommission (DWK) berufen, wo er die Leitung der Hauptverwaltung Handel und Versorgung übernahm. Am 17. April 1948 wurde er durch den bisherigen Chef, Georg Handke, in sein Amt eingeführt. Einige Monate später nahm er mit Otto Nuschke als Mitglied der Delegation des Deutschen Volksrates an den Feierlichkeiten zum 31. Jahrestag der Großen Sozialistischen Oktoberrevolution in Moskau teil.
Von Mai 1948 bis März 1949 war er Mitglied des CDU-Landesvorstandes Brandenburg. Am 20. September 1948 wurde er auf dem 3. Parteitag der CDU zum Mitglied des Hauptvorstandes gewählt. Bei Gründung der Deutschen Demokratischen Republik im Oktober 1949 berief ihn Ministerpräsident Grotewohl in die Funktion des Staatssekretärs im Ministerium für Außenhandel und Innerdeutschen Handel. Bei der Bildung der neuen Regierung am 19. September 1954 wurde er Stellvertreter des Ministers in diesem Ministerium.
Am 28. Januar 1950 wurde er zum Mitglied des Politischen Ausschusses (ab 1954 Präsidium) des Hauptvorstandes der CDU berufen. Nach der Beurlaubung von Hermann Gerigk beauftragte ihn der Politische Ausschuss im April 1952 mit der kommissarischen Funktion des CDU-Landesvorsitzenden des Landes Brandenburg.
Ganter-Gilmans starb nach kurzer, schwerer Krankheit im Alter von 37 Jahren an den Folgen einer Bruch-Operation und wurde auf dem Neuen Friedhof Potsdam beigesetzt.